# Samson Shatashvili
Samson Lulievich Shatashvili (em georgiano:  სამსონ შათაშვილი, em russo:  Самсон Лулиевич Шаташвили) é um físico matemático soviético, professor do Trinity College em Dublin.
Shatashvili obteve um doutorado em 1985 no Instituto de Matemática Steklov em Leningrado, orientado por Ludvig Faddeev (e Vladimir Korepin), com a tese Modern Problems in Gauge Theories.. Foi no início da década de 2000 professor associado na Universidade Yale e é professor do Trinity College em Dublin (University Professor of Natural Philosophy) do qual é fellow desde 2005.
Foi palestrante convidado do Congresso Internacional de Matemáticos em Seul (2014: Gauge theory angle at quantum integrability.